# Sundsbjerg
Sundsbjerg (dansk) eller Sandesberg (tysk) er er en 53,5 meter høj bakke beliggende en kilometer øst for Østerfjolde og vest for Trene-floden i det sydvestlige Sønderjylland syd for grænsen. Sundsbjerget er det højeste punkt i Nordfrislands Kreds. Bakken er sammen med f.eks. Nyhøj (Nünehau) en del af et større bakkedrag på den midtslesvigske gest. 